# Fenix-Deceuninck
Fenix-Deceuninck (Kod UCI: FED) – belgijska profesjonalna kobieca grupa kolarska powstała w 2020.

## Nazwa grupy w poszczególnych latach
| lata      | nazwa            |
| --------- | ---------------- |
| 2020–2021 | Ciclismo Mundial |
| 2021–2022 | Plantur-Pura     |
| od 2023   | Fenix-Deceuninck |

## Obecny skład (2024)
| Skład drużyny 2024         | Skład drużyny 2024   | Skład drużyny 2024 | Skład drużyny 2024                   |
| Imię i nazwisko            | Data urodzenia       | Państwo            | Poprzednia grupa                     |
| -------------------------- | -------------------- | ------------------ | ------------------------------------ |
| Ceylin del Carmen Alvarado | 6 sierpnia 1998      | Holandia           | Fenix-Deceuninck (2024)              |
| Sanne Cant                 | 8 października 1990  | Belgia             | Fenix-Deceuninck (2024)              |
| Millie Couzens             | 29 października 2003 | Wielka Brytania    |                                      |
| Julie de Wilde             | 8 grudnia 2002       | Belgia             | Fenix-Deceuninck (2023)              |
| Yara Kastelijn             | 9 sierpnia 1997      | Holandia           | Fenix-Deceuninck (2023)              |
| Evy Kuijpers               | 15 lutego 1995       | Holandia           | Human Powered Health (2022)          |
| Greta Marturano            | 14 czerwca 1998      | Włochy             | Top Girls Fassa Bortolo (2022)       |
| Puck Pieterse              | 13 maja 2002         | Holandia           | Fenix-Deceuninck (2023)              |
| Pauliena Rooijakkers       | 12 maja 1993         | Holandia           | Canyon-SRAM Racing (2023)            |
| Carina Schrempf            | 16 października 1994 | Austria            |                                      |
| Christina Schweinberger    | 29 października 1996 | Austria            | Multum Accountants (2022)            |
| Petra Stiasny              | 10 września 2001     | Szwajcaria         | Roland Cogeas-Edelweiss Squad (2022) |
| Marthe Truyen              | 30 września 1999     | Belgia             | Fenix-Deceuninck (2023)              |
| Cecilia van Zuthem         | 27 listopada 2003    | Holandia           | WV Schijndel (2022)                  |
| Annemarie Worst            | 19 grudnia 1995      | Holandia           |                                      |
| Sophie Wright              | 15 marca 1999        | Wielka Brytania    | UAE Team ADQ (2022)                  |
| Inge van der Heijden       | 12 sierpnia 1999     | Holandia           | Fenix-Deceuninck (2023)              |
| Flora Perkins              | 16 września 2003     | Wielka Brytania    | Fenix-Deceuninck Continental (2023)  |
| Aniek van Alphen           | 1 lutego 1999        | Holandia           | Fenix-Deceuninck Continental (2023)  |
|                            |                      |                    |                                      |
| Źródło: ProCyclingStats    |                      |                    |                                      |